# MUB48
MUB48(엠유비포티에이트)는 인도의 뭄바이를 중심으로 활동할 예정이었던 여성 아이돌 그룹이다.

## 개요
AKB48의 자매 그룹의 하나이다. 종합 프로듀스는 AKB48와 함께 아키모토 야스시가 맡았다. 그룹명의 유래는 뭄바이(MUmBai). 그룹 색상은 황록색(위)과 흰색(아래). 
2017년 12월 27일, AKB48 그룹 2대 총감독 요코야마 유이가 새 자매 그룹 MUM48(엠유엠포티에이트)를 발족하는 것을 발표하였으나, 2018년 11월에 AKS와 MUM48 회사 「RASHIMI RAJ MEDIA PRIVATE LIMITED」와 라이센스 계약이 해지되었다.
2019년 6월 19일, 인도 델리를 거점으로 한 새 자매 그룹 DEL48와의 두 그룹을 발족했다.
그러나 코로나19 범유행의 여파로 인하여 2022년 7월 13일 해체하였다.

## 같이 보기
일본 자매 그룹
- AKB48
- SKE48
- NMB48
- HKT48
- NGT48
- STU48

일본 해외 자매 그룹
- JKT48
- BNK48
- MNL48
- AKB48 Team SH
- AKB48 Team TP
- SGO48
- CGM48
- DEL48
- KLP48